# Эйри, Дон
Дон Э́йри (англ. Don Airey, полное имя — Дональд Смит Эйри, англ. Donald Smith Airey; род. 21 июня 1948, Сандерленд, графство Тайн-энд-Уир, Англия) — британский пианист, органист, композитор, аранжировщик. Получил известность, сотрудничая со многими известными группами в качестве сессионного музыканта. Наиболее известен как многолетний клавишник «Deep Purple». 

## Биография
Родился и вырос в районе Эшбрук в Сандерленде. Первые уроки игры на фортепиано получил в семилетнем возрасте у своего отца Нормана Эйри (?—1985). Окончил Ноттингемский университет, затем продолжил музыкальное образование в Королевском Северном музыкальном колледже, где его преподавателем игры на фортепиано был пианист Рышард Бакст (1926—1999) — ученик А. М. Луфера, выпускник Московской консерватории по классу К. Н. Игумнова и Г. Г. Нейгауза. В юношеские годы увлекался джазом, и, в частности, творчеством Чарли Паркера, Джона Колтрейна и Билла Эванса.
Карьеру профессионального музыканта начал в 1972 году. Некоторое время зарабатывал на жизнь игрой на круизных лайнерах и курортах в Африке, Флориде и на Дальнем Востоке.
В 1974 году обосновался в Лондоне и стал участником группы Кози Пауэлла Hammer. Группа много гастролировала, после чего Кози Пауэлл был приглашен в Rainbow Ричи Блэкмора, а Дон Эйри оказался в рядах культовой британской фьюжн-команды Colosseum II, с которой записал три альбома: «Strange New Flesh» (1976), Electric Savage (1976) и Wardance (1977). Тогда же Дон начал многолетнее сотрудничество с такими музыкантами, как Гэри Мур и Нил Мюррей.
В 1977 году Эйри принял участие в записи альбома Эндрю Ллойда Уэббера «Variations», а также альбома Гэри Мура «Back on the Streets» (Дону, в частности, принадлежит аранжировка темы, превратившейся в дальнейшем в знаменитый блюзовый хит «Parisienne Walkways»).
В 1978 году Colosseum II распался, а Дон Эйри записывал клавишные партии для альбома Black Sabbath «Never Say Die!». Вскоре Кози Пауэлл пригласил Дона в Rainbow, и в конце 1978 года Дон становится полноценным участником группы. С Rainbow он записал альбомы «Down to Earth» (1979) и «Difficult to Cure» (1981).
С 1981 по 1985 годы Дон работал с Оззи Осборном, а также сотрудничал с Гэри Муром, группой Берни Марсдена Alaska и другими. В 1986 году Дон записывает клавишные партии для самого успешного в коммерческом отношении альбома Whitesnake («Whitesnake 1987»), участвует в гастролях Jethro Tull, а также записывает клавишные партии для альбома «Crest of a Knave».
В начале 1988 года Эйри приступил к работе над своим первым сольным альбомом «K2», в записи которого приняли участие Гэри Мур и Кози Пауэлл.
Эйри вновь сотрудничает с Whitesnake, участвуя в записи альбома «Slip of the Tongue». Осенью 1989 года Эйри снова присоединяется к Гэри Муру в работе над альбомами «After the War» и «Still Got the Blues», где он записал все партии Хаммонда и сделал оркестровки.
В 1990-е годы Дон Эйри продолжал записываться и гастролировать с Брайаном Мэем («Back to the Light», 1993), Кози Пауэллом («The Drums are Back», 1992), Judas Priest («Painkiller», 1990), Гленном Типтоном («Baptizm of Fire», 1997), Мики Муди («I Eat them for Breakfast», 2000), Ули Джон Ротом («Transcendental Sky Guitar», 2000), G3 и многими другими. В 1997 году выполнил аранжировку песни «Love Shine a Light» для группы Katrina and the Waves, выступил как клавишник, музыкальный руководитель и дирижёр оркестра на её исполнении в программе конкурса «Евровидение», где группа заняла первое место.
Дон Эйри работал в группе «Company of Snakes», когда басист Роджер Гловер обратился к нему летом 2001 года с просьбой подменить на гастролях заболевшего клавишника Джона Лорда. Эйри удалось удачно вписаться в звёздный коллектив, и в 2002 году, когда Джон Лорд решился оставить «Deep Purple» ради своей мечты — полноценной работы над многогранными симфоническими произведениями — Дон Эйри стал постоянным участником группы.
В 2013 году Дон Эйри принял участие в записи альбома «Big Trouble» группы Hollywood Monsters, вышедшем в 2014 году.
Дон Эйри указывает, что на него огромное влияние оказала классическая музыка и среди его любимых музыкантов — пианисты Евгений Кисин, Даниэль Баренбойм и Маурицио Поллини. Также указывает на влияние, которое оказали на него органисты Джимми Смит и Джон Лорд. Коллекционирует виниловые грамзаписи 1950—1960-х годов, на которых присутствует орган Хаммонда.
5 марта 2022 года из-за войны России против Украины вернул Дмитрию Медведеву автограф, который получил от него в 2011 году.
27 ноября 2024 года Эйри был удостоен почётного доктората Сандерлендского университета.

## Семья
Младший брат — блюзовый гитарист Кит Эйри (англ. Keith Airey, «The Zombies»). Другой брат Пол Эйри, тоже клавишник, играл в группе Робби Глэдуэлла. 
Жена Дорис (родом из Солсбери, Родезия), медсестра; трое детей. Живёт в Кембриджшире.

## Дискография

### Сольные альбомы
- 1989 — Дон Эйри — K2 (Tales Of Triumph & Tragedy)
- 2008 — Дон Эйри — A Light In The Sky
- 2011 — Дон Эйри — All Out
- 2014 — Дон Эйри — Keyed Up
- 2018 — Дон Эйри — Going Home
- 2018 — Дон Эйри — One Of A Kind
- 2021 — Don Airey And Friends — Live In Hamburg (запись 2017 года)
- 2025 — Pushed To The Edge

### Deep Purple
- 2003 — Deep Purple — Bananas
- 2005 — Deep Purple — Rapture of the Deep
- 2013 — Deep Purple — Now What?!
- 2017 — Deep Purple — Infinite
- 2020 — Deep Purple — Whoosh!
- 2021 — Deep Purple — Turning to Crime (кавер-версии)
- 2024 — Deep Purple — =1

### Rainbow
- 1979 — Rainbow — Down to Earth
- 1981 — Rainbow — Difficult to Cure
- 1981 — Rainbow — Final Vinyl (Сборник — 1986)

### Сессионные записи

#### Кози Пауэлл
- 1974 — Кози Пауэлл — «Na Na Na» (сингл)
- 1979 — Кози Пауэлл — Over the Top
- 1981 — Кози Пауэлл — Tilt
- 1992 — Кози Пауэлл — Let the Wild Run Free

#### Black Sabbath
- 1978 — Black Sabbath — Never Say Die!

#### Гэри Мур
- 1979 — Гэри Мур — Back on the Streets
- 1982 — Гэри Мур — Corridors of Power
- 1982 — Гэри Мур — Rockin' Every Night
- 1984 — Гэри Мур — Dirty Fingers
- 1985 — Гэри Мур — Run for Cover
- 1989 — Гэри Мур — After the War
- 1994 — Гэри Мур — Still Got the Blues
- 2006 — Гэри Мур — Old New Ballads Blues

#### Ozzy Osbourne
- 1981 — Ozzy Osbourne — Blizzard of Ozz
- 1983 — Ozzy Osbourne — Bark at the Moon

#### Whitesnake
- 1987 — Whitesnake — Whitesnake
- 1989 — Whitesnake — Slip of the Tongue

#### Judas Priest
- 1990 — Judas Priest — Painkiller (клавишные и партия бас-гитары всего альбома на Minimoog)
- 2001 — Judas Priest — Demolition
- 2008 — Judas Priest — Nostradamus

### Прочие записи
- 1976 — Babe Ruth — Kid’s Stuff
- 1976 — Colosseum II — Strange New Flesh
- 1977 — Colosseum II — Electric Savage
- 1977 — Colosseum II — War Dance
- 1977 — Эндрю Ллойд Уэббер — Variations
- 1978 — Jim Rafferty — Don’t Talk Back
- 1978 — Strife — Back to Thunder
- 1980 — Michael Schenker Group — The Michael Schenker Group
- 1980 — Берни Марсден — And About Time Too
- 1985 — Alaska — The Pack
- 1985 — Phenomena — Phenomena
- 1986 — Zeno — Zeno
- 1987 — Thin Lizzy — Soldier of Fortune (сборник)
- 1987 — Wild Strawberries — Wild Strawberries
- 1988 — Fastway — Bad Bad Girls
- 1988 — Jethro Tull — 20 Years of Jethro Tull
- 1990 — Perfect Crime — Blond on Blonde
- 1990 — Jagged Edge — You Don’t Love Me
- 1990 — Брюс Дикинсон — Tattooed Millionaire
- 1990 — Forcefield — IV — Let the Wild Run Free
- 1990 — Tigertailz — «Bezerk»
- 1992 — UFO — High Stakes & Dangerous Men
- 1992 — Anthem — Domestic Booty
- 1992 — Kaizoku — Kaizoku
- 1993 — Брайан Мэй — Back to the Light
- 1994 — Грэм Боннэт — Here Comes the Night
- 1994 — The Kick — Tough Trip Thru Paradise
- 1994 — Katrina and the Waves — Turnaround
- 1997 — Quatarmass II — Long Road
- 1997 — Гленн Типтон — Baptizm of Fire
- 1998 — Colin Blunstone — The Light Inside
- 1998 — Crossbones — Crossbones
- 1998 — The Cage — The Cage
- 1998 — Olaf Lenk — Sunset Cruise
- 1998 — Eddie Hardin — Wind in the Willows (live)
- 1998 — The Snakes — Live in Europe
- 1999 — Millennium — Millennium
- 2000 — Micky Moody — I Eat Them for Breakfast
- 2000 — Silver — Silver
- 2000 — Ули Джон Рот — Transcendental Sky Guitar
- 2000 — Olaf Lenk’s F.O.O.D. — Fun Stuff
- 2000 — Ten — Babylon AD
- 2000 — Company of Snakes — Burst The Bubble
- 2001 — Mario Fasciano — E-Thnic
- 2001 — Silver — Dream Machines
- 2001 — Rolf Munkes' Empire — Hypnotica
- 2001 — Company of Snakes — Here They Go Again
- 2002 — Metalium — Hero Nation Chapter Three
- 2002 — Берни Марсден — Big Boy Blue
- 2002 — Rolf Munkes' Empire — Trading Souls
- 2003 — Living Loud — Living Loud
- 2003 — Silver — Intruder
- 2004 — Айомми — The 1996 DEP Sessions (with Glenn Hughes)
- 2005 — Kimberley Rew — Essex Hideaway
- 2007 — Mario Fasciano, Rick Wakeman, Steve Morse, Ian Paice, Don Airey & Rob Townsend — Porta San Gennaro Napoli
- 2014 — Hollywood Monsters — Big Trouble
- 2016 — Gwyn Ashton — Radiogram (трэк и сингл For Your Love)
- 2019 — Ian Gillan And The Don Airey Band — Contractual Obligation #1: Live in Moscow
- 2019 — Ian Gillan And The Don Airey Band — Contractual Obligation #2: Live in Warsaw
- 2019 — Ian Gillan And The Don Airey Band — Contractual Obligation #3: Live in St. Petersburg